# Estornell pintat
L'estornell pintat (Saroglossa spilopterus) és una espècie d'estornell en la família Sturnidae.) Es reprodueix al nord de l'Índia i al Nepal occidental; als hiverns també ho fa al nord-est de l'Índia, al nord-est de Bangladesh i a Myanmar. Habita boscos humits subtropicals o tropicals i boscos muntanyosos subtropicals o tropicals. El seu estat de conservació es considera de risc mínim.
Aquesta espècie va ser criada per primera vegada al Regne Unit per K.M. Scamell l'any 1969. L'espècie va ser anomenada per primer cop per Vigors, l'any 1831 a partir d'un espècimen procedent de Simla-Almora, Himachal Pradesh, Índia. No s'ha reconegut cap subespècie per a l'estornell pintat.

## Característiques
L'estornell pintat és una espècie d'estornell petita, d'uns 19 centímetres i 47 grams de pes. Presenta la majoria del cos marró i els ulls pàlids. Presenten plomes de corona i la part superior grisenca amb les vores fosques, la gropa marro vermellosa i les ales negroses. És una espècie migradora que realitza la migració entre el juny i juliol cap a zones de no reproducció al nord-es de l'Índia. És una au omnívora, amb una dieta que inclou tant fruita com insectes i nèctar. Tenen predilecció per les baies i es figues, mentre que el nèctar el solen obtenir de plantes del gènere Bombax.
Pel que fa al cant, emeten una barreja de notes discordants, seques i aspres que fan servir per a comunicar-se amb el grup. Solen fer els nius en els forats naturals dels arbres o aprofitant forats fets per altres ocells, generalment capitònids; en el niu hi solen pondre els ous entre abril i juny. Generalment són monògams.

## Estat de conservació
L'espècie no es troba especialment amenaçada, ja que es troba en una àrea força gran (d'uns 159.000 km²) i, per tant, no s'aproxima als criteris per a declarar-la vulnerable. Malgrat que la tendència de la població sembla disminuir, la disminució no sembla suficientment ràpida per a ser vulnerable. Malgrat que no s'han pogut quantificar els individus que formen la població, es creu que superen els 10.000 exemplars madurs. Per aquestes raons, l'espècie s'ha classificat com a espècie de risc mínim.